# Коротыч
Коро́тыч либо Коро́тич (укр. Коротич) — посёлок, Коротычанский поселковый совет, Харьковский район, Харьковская область, Украина.
Является административным центром Коротичанского поселкового совета, в который, кроме того, входят посёлок Новый Коротыч и село Старая Московка.

## Географическое положение
Посёлок городского типа Коротыч находится на расстоянии менее одного километра от реки Уды на её правом берегу.
На расстоянии одного километра к северо-западу расположен посёлок Новый Коротыч (до 2016 — Коммунар) и в 1 км к востоку — Рай-Еленовка.
Через Коротич проходят автомагистраль Харьков-Киев и железнодорожная линия Харьков — Люботин, построенная в 70-х годах XIX века и называвшаяся тогда Харьково-Николаевская железная дорога направления Харьков — Кременчуг.
Посёлок расположен на возвышенности между реками Уды (к северо-востоку от него) и Мерефа (к юго-западу) и имеет максимальные высоты 196,5 — 202,0 метров на уровнем моря), господствующие над Харьковом, окружащими нп, долиной реки Уды и долиной реки Мерефы), что делало его во время Гражданской и Великой Отечественной войн важной артиллерийской позицией и стратегическим пунктом.

## Происхождение названия
Название Коротич, предположительно, происходит от пересыхающей летом реки, протекавшей через посёлок во время дождей и таяния снега, и имевшей короткое течение (река Коротич, гидронимическая версия происхождения названия).
Написание «Коротич» и «Коротыч» встречается часто. В исторических и военных источниках чаще встречается название Коротич. В послевоенное время в русской транскрипции чаще звучит украинизированное «посёлок Коротыч» (в украинском написании — «селище Коротич»), но встречаются названия Коротич.
Станция и аэродром по-русски называются Коротич.

## История
Основан в середине второй половины XVII века; согласно краеведу А. Парамонову, в 1670-х годах.
Первое упоминание слободы в источниках датировано 1686 годом.
В 1697 году здесь действовала Покровская церковь с колокольней.
В 1845 году на месте деревянного храма построен новый каменный со звонницей (до настоящего времени не сохранился — в 2000-х годах построен новый Свято-Покровский храм).
По переписи населения 1864 года в селе Коротич насчитывалось 125 дворов и 703 жителя.
В начале XX века количество жителей было более двух тысяч человек.
В апреле 1918 года в посёлке произошёл жестокий бой между наступающими кайзеровскими войсками и красногвардейцами ДКР; в результате погибли сто пять красногвардейцев Донецко-Криворожской республики (они похоронены в посёлке и в честь них был назван первый колхоз «105-ти».) В апреле 1918 года германские войска хотели использовать высоты Коротича для артобстрела «красного» Харькова, а красногвардейцы защищали эти выгодные для позиций артиллерии высоты.
В 1921 году организована первая сельскохозяйственная артель «Трудолюбие».
В 1923 в посёлке организованы два ТСОЗа (товарищества совместной обработки земли, впоследствии колхоза): имени Первого Мая и «имени 105-ти» (погибших красногвардейцев ДКР).
В 1920-1930-х годах Покровский храм был канонично православным и принадлежал Харьковской и Ахтырской епархии РПЦ; священником в 1932 году был Ковалёв, Иван Иванович, 1884 г. рождения.
В 1938 году был присвоен статус посёлок городского типа.
В 1940 году, перед ВОВ, в пгт Коротич (без Московки и Коммунара) было 570 дворов.
- 1941, конец октября — посёлок оккупирован вермахтом.
- 1943, 29 августа[20] — окончательно освобождён 5-й гвардейской танковой армией СССР (ожесточённые бои[7] за Коротич продолжались с 21 по 29 августа).[21]

В период Великой Отечественной войны посёлок, господствующий над долиной реки Уды (макс. высота 202 м), находился на рубеже обороны Харькова, несколько раз был оккупирован и освобождён (переходил из рук в руки). На месте тяжёлых боёв в октябре 1941 года, феврале-марте 1943 года и 20-29 августа 1943 года на братской могиле установлен памятник воинам-освободителям. Всего здесь похоронены 174 советских воина (известных по именам и павших в 1941—1943 годах), среди которых Герой Советского Союза Карнаков Михаил Севастьянович, погибший в марте 1943 при обороне Коротича (его именем названа одна из улиц посёлка). Также одна из улиц носит имя Героя Советского Союза Ощепкова Андрея Ивановича, погибшего в августе 1943 года при освобождении посёлка.
После поражения нацистской Германии в Курской битве началось наступление восьми армий советских войск. 16 августа 1943 года при освобождении Харькова немецкой оккупации командующий Степным фронтом И. С. Конев поставил задачу 5-й гвардейской танковой армии (команующий Павел Ротмистров), находившейся в тот момент в Дергачёвском районе, при поддержке 53-й армии окружить немецкую Харьковскую группировку с юго-запада: ударом через Гавриловку-Коротич-Рай-Еленовку на Покотиловку соединиться с наступавшей с северо-востока из района Кутузовки через Кулиничи-Основу-Жихарь 7-й гвардейской армией и с востока — наступавшей с ХТЗ через Хролы-Безлюдовку-Хорошево 57-й армией в районе Высокий-Карачёвка-Бабаи, замкнув кольцо. Данная задача окружения не была выполнена: 7-я армия не освободила в намеченный срок Основу, а 5-я танковая до 29 августа не смогла освободить «ключ к Харькову» Коротич (за который разгорелись основные бои) и где по высотам от Песочина до Люботина проходила обращённая на север немецкая оборона. 5-я танковая непрерывно девять дней атаковала немцев через реку Уды (в основном из Пересечной, концентрируясь в лесу на её южной окраине) и потеряв несколько сотен танков. 24 августа из-за непрерывных боёв в частях 5-й гв. танковой армии остались боеготовыми 78 танков Т-34 и 25 Т-70; 29 августа, на девятый день непрырывных боёв, когда Коротич был наконец освобождён, в армии осталось всего 50 танков (большая часть использовалась как неподвижные огневые точки), менее 50 % артиллерии и 10 % мотопехоты.
С момента выхода 53-й армии на Сумское шоссе, проходящее по левому берегу р. Уды, с 20-го августа 1943 года через Новую Баварию-Песочин-Коротич-Люботин на Полтаву (и через Мерефу на Красноград) проходили единственные оставшиеся две шоссейные и железные дороги, связывавшие оккупированные немцами районы Харькова с основной группировкой немецких войск. С 21 августа на северной из них — Полтавском шоссе, идущем через Коротич — проходили постоянные бои.
Немецкое командование оборонялось на данном участке моторизованной дивизией СС «Рейх» (командир Вальтер Крюгер) и 5-й танковой дивизией «Викинг» (ком. Эдуард Дайзенхофер) и 105-й дивизией вермахта.
Командующий Степным фронтом И. С. Конев отдал 5-й гвардейской ТА приказ утром 21 августа «начать решительное и энергичное наступление в общем направлении на Коротич — Бабаи и окружить с юга Харьковскую группировку противника. После чего частью сил овладеть переправами на реке Мерефа в районе Буды — Мерефа.»
Только за один день 21 августа 1943 года в данном наступлении 5-я гвардейская танковая армия в боях за Коротич потеряла 75 танков (70 Т-34 и 5 Т-70).
22—23 августа в Коротиче была окружена и практически уничтожена частями моторизованной дивизии СС «Рейх» наступавшая советская группировка (пехота и бронетехника).
Получив 16 августа приказ комфронтом на наступление на Покотиловку-Бабаи, а позднее и на Мерефу, 5-я гв. ТА упёрлась в посёлок Коротич, который смогла взять 29-го, потеряв большую часть техники и половину артиллерии.
В боях за господствующие позиции Коротича-Люботина погибло множество советских воинов. Многие советские солдаты в битве за Коротич погибли от действий фашистских огнемётов, так что при захоронении их невозможно было опознать, документы их сгорели, и потому имена их неизвестны и в братских могилах они не учитывались.
Посёлок был окончательно освобождён 29 августа частями 53-й и 5-й танковой армий; каждый день начиная с 21.08. за него шли ожесточённые бои.
Вечером 23 августа Верховный главнокомандующий Иосиф Виссарионович Сталин отметил в приказе по случаю освобождения Харькова десять дивизий, получивших почётное наименование «Харьковских». Все дивизии были стрелковыми, две из них — 84-я и 28-я сд — вели бои именно за Коротич, подразделения данных дивизий не заходили в Харьков.
В годы войны 512 жителей посёлка воевали на фронтах в рядах Советской армии; из них погибли 375 воинов; 137 из них были награждены боевыми орденами и медалями СССР.
Именами погибших в боях за Коротич А. И. Ощепкова и М. С. Карнакова, совершивших подвиги и посмертно удостоенных звания Герой Советского Союза, были названы улицы посёлка.
В 1966 году население составляло 6000 человек; здесь действовали средняя школа, клуб, две библиотеки; работал совхоз «Коммунар», имевший 3100 га с.х. угодий.
В январе 1989 года численность населения составляла 5427 человек, по данным переписи 2001 года — 5081 человек, на 1 января 2013 года — 5173 человека.

## Экономика
- Аэродром «Коротич»[16] Харьковского аэроклуба им. Валентины Гризодубовой (ранее ДОСААФ, сейчас ОСО Украины).

## Транспорт
Через посёлок проходит железная дорога Харьков — Полтава, станция Коротич.
Рядом проходит автомобильная дорога Р-51 (М-03-E 40).

## Объекты социальной сферы
- Лицей.
- Детский сад.

## Достопримечательности
- Братская могила советских воинов Великой Отечественной войны, в которой похоронен Ощепков Андрей Иванович (1922—1943), Герой Советского Союза. Его именем названы улицы в Коротиче и Харькове.
- Памятник 105-ти красногвардейцам 1918 г. на их братской могиле.
- Скифское захоронение V в. до н. э.

## Религия
- Православный храм Покрова Пресвятой Богородицы УПЦ МП. Освящён 10 октября 2010 года. День посёлка проводится в день Покрова Богородицы.
- Православный храм во имя чуда архангела Михаила в Хонех (крестильный) УПЦ МП. Освящён 10 октября 2020 года.

## Карты
- Карта-километровка штурма Харькова с нп Степного фронта, 1943 год. // Полоса наступления 5-й гв. ТА к 17 августа: 194,2 - Гавриловка - Коротич - Райеленовка - Высокий.
- Сайт посёлка Коротич. Подробная карта-схема поселка Коротич